# Traverella albertana
Traverella albertana je druh jepice z čeledi Leptophlebiidae. Žije ve Střední a Severní Americe. Jako první tento druh popsal kanadský entomolog James Halliday McDunnough v roce 1931.